# Sperrstunde
Als Sperrstunde oder Polizeistunde wird die Uhrzeit bezeichnet, zu der Gaststätten ihren Betrieb einstellen müssen. Diese Regelung soll zur Sicherung der Nachtruhe dienen. Nach Anbruch der Sperrstunde darf kein Ausschank mehr stattfinden. Oft wird kurz vor Anbruch der Sperrstunde zur letzten Bestellung aufgefordert. Heutzutage gilt sie in vielen Orten nur noch eingeschränkt oder ist ganz abgeschafft.

## Geschichte
Die Einführung von Sperrstunden ist eine Maßnahme, die bereits an der Wende vom Spätmittelalter zur Frühen Neuzeit in den Städten aus ordnungs- und feuerpolizeilichen Gründen nach und nach durchgesetzt wurde. Frühe Belege hierfür stammen vor allem aus dem Raum der österreichischen Erblande. So erließ etwa im Jahr 1470 Herzog Sigmund IV. von Österreich-Tirol in einer städtischen Feuerordnung für Bozen das sogenannte Hausaus, das Verbot nächtlichen Weinausschankes „nach der weinglogken oder hosaus“.

## Sperrstunde in verschiedenen Ländern

### Deutschland
In den Bundesländern Saarland, Rheinland-Pfalz, Nordrhein-Westfalen, Sachsen, Bayern, Hamburg und Hessen gilt eine gesetzlich vorgeschriebene Sperrstunde von 5:00 bis 6:00 Uhr, die umgangssprachlich auch als Putzstunde bezeichnet wird. In Baden-Württemberg ist eine gesetzliche Sperrstunde von 3:00 bis 6:00 Uhr (samstags und sonntags 5:00 bis 6:00 Uhr) vorgeschrieben.
In den Bundesländern Brandenburg, Bremen, Niedersachsen, Mecklenburg-Vorpommern, Sachsen-Anhalt, Schleswig-Holstein und Thüringen existiert keine gesetzliche Sperrstunde.
In Leipzig wurde die Sperrstunde im Jahr 2018 abgeschafft, in Dresden im Jahr 2019.
Autobahnraststätten sowie Gaststätten an Flughäfen, Bahnhöfen und Personenhäfen sind generell von der Sperrstunde ausgenommen, dürfen aber zwischen 0:00 und 7:00 Uhr keine alkoholischen Getränke ausgeben.
In verschiedenen Städten wie z. B. Berlin  gibt es keine generelle Sperr- oder Putzstunde. Jedoch können die Ordnungsämter Auflagen erlassen, wie lange ein Lokal geöffnet sein darf. In diesen Zusammenhang gehören auch besondere Bestimmungen für die Außengastronomie: Um die Nachtruhe der Anwohner zu sichern, dürfen Außensitzplätze vor Gaststätten oder in angeschlossenen Biergärten häufig nur bis zu einer bestimmten Uhrzeit benutzt werden. Meist werden die Gäste dann aufgefordert, sich ins Innere des Lokals zu begeben, wo der Betrieb noch weitergeführt wird.
Im Oktober 2020 wurden zur Eindämmung der Corona-Pandemie in verschiedenen deutschen Städten wie z. B. Berlin vorübergehend wieder Sperrstunden eingeführt.

### Schweiz

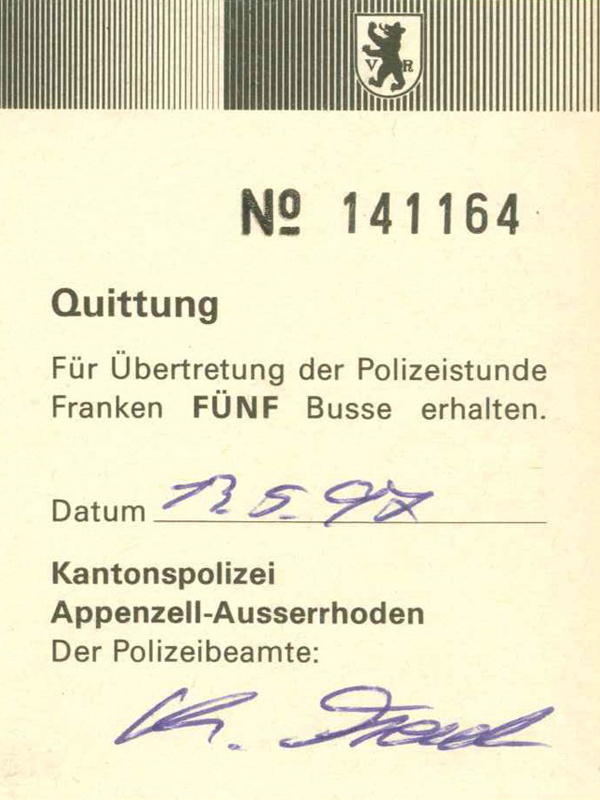
Buße für Übertreten der Polizeistunde im Kanton Appenzell-Ausserrhoden (1997)

In der Schweiz liegt die Regelung der Polizeistunde in der Kompetenz der Kantone. Zumeist wird dabei unterschieden zwischen normalen Gaststätten und Nachtlokalen. Die Mehrzahl der Kantone und Städte hält derzeit im öffentlichen Interesse der Nachtruhe an Sperrstunden fest. Basel-Stadt führte die Polizeistunde im Jahr 2005 wieder ein, lässt allerdings Ausnahmen zu. Die Wiedereinführung erfolgte aufgrund vieler Lärmklagen.
Im Kanton Zürich wurde mit der Liberalisierung des Gastgewerbegesetzes im Jahr 1997 die Polizeistunde aufgehoben. Gastrobetriebe haben in Zürich einen Rechtsanspruch auf eine dauernde Bewilligung für Öffnungszeiten zwischen 00:00 Uhr und 05:00 Uhr. Werden die Nachtruhe oder die öffentliche Ordnung gestört, kann den Betrieben die Bewilligung für diesen Zeitraum entzogen werden. Das Verwaltungsgericht des Kantons Zürich hat festgestellt, dass ein Entzug dieser Bewilligung gemäß § 16 des Gastgewerbegesetzes erst bei einer tatsächlich verursachten Störung rechtmäßig ist, bei vorgängigen Zweifeln kann eine Gemeinde allerdings eine befristete Bewilligung erteilen. Ein von der damaligen Stadtzürcher Polizeivorsteherin Esther Maurer (SP) initiiertes Begehren zur Wiedereinführung der Polizeistunde (oft auch „Lex Langstrasse“ genannt) scheiterte im Jahr 2003 im Zürcher Kantonsrat deutlich mit 65 zu 96 Stimmen. Begründet wurde diese Rückweisung unter anderem mit Verweis auf mögliche Willkür und damals neue Angebote wie Nachtzüge und das damit einhergehende veränderte Ausgehverhalten.

### Österreich
Die Sperrstunde regelt Öffnungszeitenbeschränkungen sowie Öffnungsverbote in Österreich auf Ebene der Bundesländer. Hier wird zumeist nach Art der Lokalität in Café, Caferestaurant, Kaffeehaus, Restaurant, Bar sowie Diskothek/Tanzlokal unterschieden.
In Wien gilt für Kaffeehäuser, Gasthäuser u. a. Lokale keine gesetzlich vorgeschriebene Sperrzeit, für Bars von 4:00 Uhr bis 10:00 Uhr, Lokale mit der Betriebsart „Diskothek – Clubbinglounge“ dürfen bis 6:00 Uhr offen halten. In Vorarlberg müssen Bars um 2:00 Uhr schließen.
Für Cafés gelten gesetzliche Sperrstunden um 2:00 Uhr in Kärnten sowie dem Burgenland und um 4:00 Uhr in Oberösterreich.
Diskotheken und Bars müssen in Oberösterreich, im Burgenland, in Kärnten und in Salzburg um 4:00 Uhr schließen, um 5:00 Uhr in Niederösterreich (auch Cafés) sowie in der Steiermark (auch Cafés), um 6:00 Uhr in Tirol.
Als Gegenüber zum Begriff der Sperrstunde besteht in manchen Vorschriften auch der Begriff der Aufsperrstunde.
Durch die COVID-19-Pandemie existierte seit Mai 2020, mit kurzfristiger Verschärfung 2021, eine vorübergehende, landesweite Sperrstunde um 22 Uhr. Zuvor mussten Gaststätten generell geschlossen bleiben, um die Ausbreitung des Virus einzudämmen. Zu beachten ist, dass es in Hotels nie eine Sperrstunde gab bzw. gibt, da Hotelgäste hier gemeldet sind. Lediglich Tagesgäste im Lokal oder im Wellnessbereich müssen ab der Sperrstunde das Haus verlassen haben – „austrinken“ können Hotelgäste in der Empfangshalle, im Club oder im Lokal so lange wie sie wollen.

### Vereinigtes Königreich
In Großbritannien wurde in England und Wales mit dem Inkrafttreten des Licensing Act am 24. November 2005 die Sperrstunde abgeschafft. Allerdings beantragten nur wenige hundert Pubs eine nun mögliche ganztägige Öffnungszeit, über 60.000 hingegen eine Öffnung bis 1 Uhr morgens (Stand: November 2005). Das hat vor allem wirtschaftliche Hintergründe:

„Stammkneipen schließen immer noch um elf, an Wochenenden höchstens eine Stunde später. Viele Pubs sind familienfreundlicher geworden, aber das liegt zum einen an dem Rauchverbot, und zum anderen daran, dass wir inzwischen auch Essen servieren müssen, um finanziell zu überleben.“

Die etwa tausend Volllizenzen gingen vor allem an Supermärkte und Tankstellen.